# Anthurium truncicola
Anthurium truncicola är en kallaväxtart som beskrevs av Adolf Engler. Anthurium truncicola ingår i släktet Anthurium och familjen kallaväxter. Inga underarter finns listade.